# やりすぎアメトーーク
『やりすぎアメトーーク』は2009年5月11日にテレビ東京で放送された番組。同局のやりすぎコージーとテレビ朝日のアメトーークが合体したものである。

## 概要
他局番組同士のテレビ番組の放送は異例。
司会・進行を山崎邦正とフットボールアワー後藤輝基が務め、やりすぎーコージーはレギュラー陣、アメトーークはメインMC・雨上がり決死隊と同番組によく登場するゲストを率いてのチーム対決。アメトーークのDVD宣伝のためか、ゲームに勝利すると賞金30万円を獲得できる。（2009年5月11日時点での売上が約30万枚。）

## 出演者

### 司会
- 山崎邦正
- 後藤輝基（フットボールアワー）

### やりすぎコージー
- 今田耕司
- 東野幸治
- 千原兄弟
- 野性爆弾
- 大橋未歩

### アメトーーク
- 雨上がり決死隊
- 出川哲朗
- FUJIWARA
- 黒沢宗子（森三中）
- 小島よしお